# نينا دوبراف
نينا دوبريف (ولدت في 9 يناير 1989) هي ممثلة كندية بلغارية. ولدت لأم كندية ووالد بلغاري ولها أخ ألكسندر ظـهرت نينا في عدد من المسلسلات وأفلام وتتقن نينا أيضاً الغناء بشكل ممتاز غني في فرقة للروك أيضا كما أنها موهوبة في الرقص والحركة وكانت لاعبة جمباز ممتازة إلى درجة أنها مثلت كندا عدة مرات في الجمباز الجمالي كما تلعب كرة الطائرة وكرة القدم وتسبح وتغوص وتتقن ركوب الخيل والتزلج على أمواج البحر وتعلق على ذلك القول أنها بالفعل تمارس كل ذلك إضافة إلى محبتها للسفر الأمر الذي يغنيها جدا كممثلة ولذلك فهي على ثقة بأنها ستنجح في التمثيل ولا تنسى نينا العمل الخيري إضافة إلى نشاطاتها المختلفة حيث تساعد منظمة غير حكومية تهتم بالأطفال ولذلك سافرت العام الماضي إلى كينيا حيث ساهمت مع أصدقاء لها في بناء مدرسة للأطفال هناك.

## حياتها

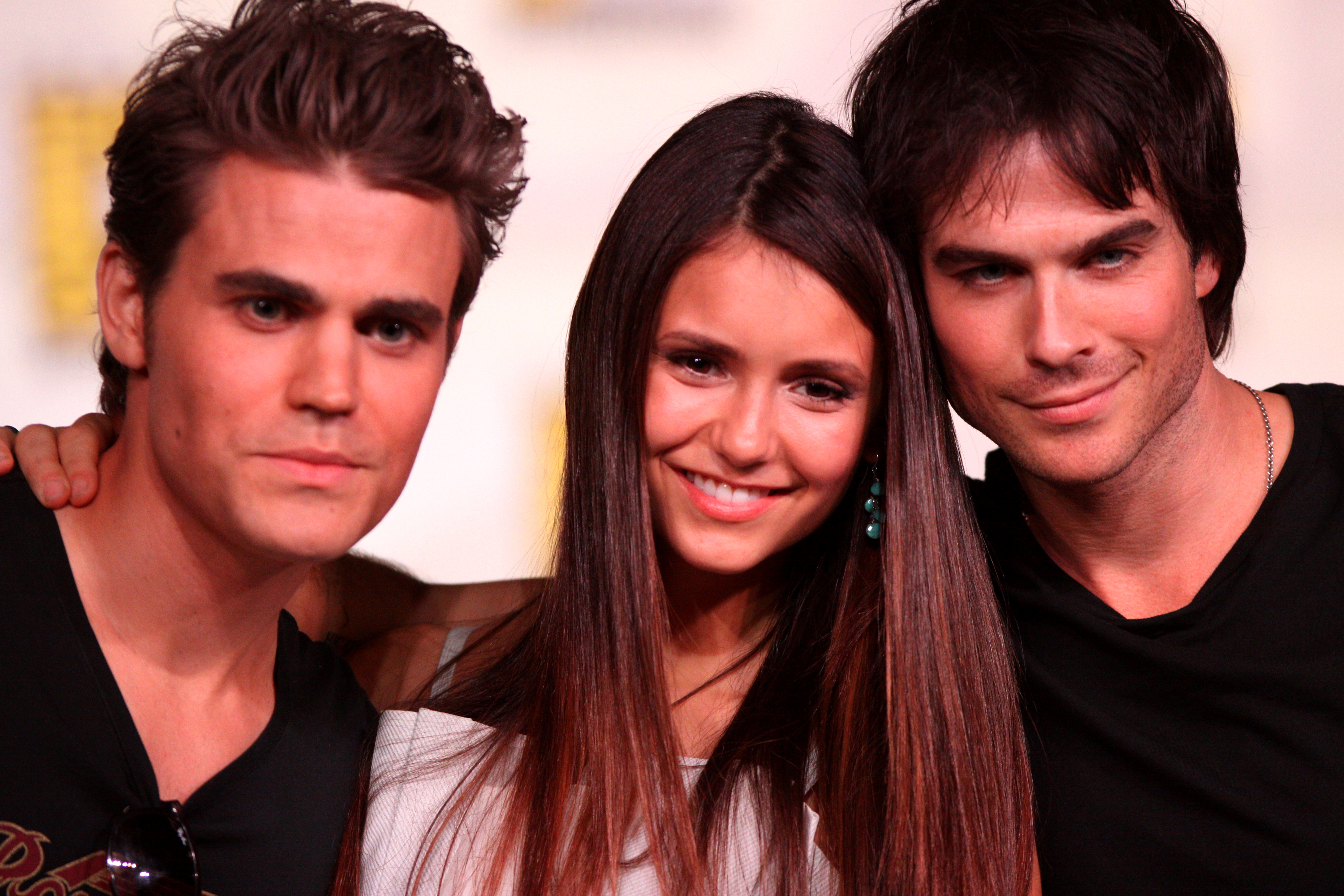
أبطال يوميات مصاص الدماء، 2012

ولدت نينا كونسانتينوفا ديبروفا في مدينة صوفيا في بلغاريا في التاسع من يـناير من الـعام 1989 وفي سن الثانية من عمــرهـا انـتقـل والديـها الـي العـيش في كـنـدا، تورونـتو، اونتاريـو.نينا لديها أخ وحيد يكـبرها سـناً يدعى الكساندر كما تتحدث نينا 3 لغات البلغاريه، الإنجليزية والفرنسية.
لطالما اظهرت نينا حـباً وشغفاً كبيراً نحو الرقص والتمثيل لذلك ارتادت إلى مدرسة Dean Armstrong
للتمثيل مما أدى فيما بعد لأكتشاف موهبتها ودخولها إلى عالم التمثيل.
شـاركت دوبريف في ســنوات مراهقــتها في الــعديد من الاعلانات التجارية وعرض الأزياء والاعمال المسرحية
وفي عام 2006 ظـهرت نينا في الموسم السابع والثامن من المسلسل الكندي Degrassi: The Next Generation
جسـدت فيه دور فتاة تدعى Mia Jones تحمل في سن الثالثة عشر وتنتقل فيما بعد لمدرسة Degrassi حيث تواجه
كثير من الصعوبات للدخول في فريق المشجعات لكونها ام عازبه كما ظهرت في العديد من الأعمال التلفيزيونيه والسينمائيه
كا The American Mall و Never Cry Werewolf ومع هذا لم تكن تعرف في ذلك الوقت.
كانت انطــلاقة نيـنا نحو الشهرة في عام 2009 عندما شاركت في أفضل سلسلة مصاصي الدماء The Vampire diaries
حيث تجسـد دور البطولة بثلاث شخصيات مختلفة Elena Gilbert : فتاة رقيقة تبلغ من العمر 17 عام تحب مساعدة الاخرين
تــقع في حب مصـاص دمــاء يدعى Stefan Salvatore واخـاه Damon Salvatore يقع في حبــها هو الآخر.
Katherine Pierce : مصاصة دمـاء لاتعرف الرحـمه تلعب بمشاعر الاخـرين وتقتل أي أحد يقف في طريقها كانت عشيقة
الاخوين في القرن الثامن عشر تسببت فيما بعد بمقتلهما وتحولهما الي مصاصي دماء. و Amara : القرينة الأولى تقع في حب silas قرين الأول ل Stefan salvator
قداعطى هذا الدور لنينا شهرة عالميه واسعه جعلها تظهرعلى أشهر اغلفة المجلات العالمية وتحصد جوائز كثيرة والمشاركة
في أهم الحـفلات كان اخـرها حفل توزيع جوائز الايمي حيث شاركت مع أشهر الفنانين والفنانات في قطعه موسيقيـه راقصه.
نيـنا كونـسانتيـنوفا دوبريف سيـسطع نجمـها كـثـيراً خـلال الـسنوات القادمـة.

## الأعمال

### أفلام
| السنة | العنوان                        | الدور      | ملاحظة |
| ----- | ------------------------------ | ---------- | ------ |
| 2007  | بعيدا عنها                     | مونيكا     |        |
| 2009  | كلوي                           | آنا        |        |
| 2011  | الحلبة                         | لوري       |        |
| 2011  | رفيقة السكن                    | ماريا      |        |
| 2012  | مزايا أن تكون خجولا            |            |        |
| 2014  | فلنصبح رجال شرطة               |            |        |
| 2015  | الفتيات الأخيرات               | فيكي سامرس |        |
| 2017  | فلاتلاينز                      | مارلو      |        |
| 2017  | إكس إكس إكس: عودة إكساندر كايج |            |        |
| 2021  | حب بقوة                        |            |        |
| 2022  | الحب الفدائي                   |            |        |
| 2023  | أصهار خارجون عن القانون        |            |        |

### مسلسلات
| سنة              | عنوان                     | دور                                      | ملاحظات                                           |
| ---------------- | ------------------------- | ---------------------------------------- | ------------------------------------------------- |
| 2006–2009        | دغراسي: الجيل التالي      | ميا جونز                                 | 46 حلقة                                           |
| 2007             | Too Young to Marry        | جيسيكا                                   | فيلم تلفزيوني                                     |
| 2008             | Never Cry Werewolf        | لورين هانسيت                             | فيلم تلفزيوني                                     |
| 2008             | ذا بوردير ‏                | مايا                                     | الحلقات: - "مقالات الإيمان" - "النكسة"            |
| 2009             | Eleventh Hour ‏            | غريس داهل                                | الحلقة: "أبدي"                                    |
| 2009             | مدغشقر مجيد               | كيوبيد الرنة                             | - فيلم تلفزيوني - أداء صوتي                       |
| 2009–2015 ; 2017 | يوميات مصاص دماء          | ايلينا غيلبرت كاثرين بيتروفا تاتيا امارا | مسلسل تلفزيوني الدور الرئيسي                      |
| 2011             | فاميلي غاي                |                                          |                                                   |
| 2011             | The Super Hero Squad Show | إيلين                                    | - الحلقة: "هذا شيء-الرجل, هذا الوحش!" - أداء صوتي |
| 2014             | الأصليون                  |                                          |                                                   |
| 2014             | الدجاجة الآلية            |                                          |                                                   |
| 2016             | مسابقة مزامنة الشفاه      |                                          |                                                   |
| 2017             | مدمني العمل               |                                          |                                                   |

## روابط خارجية
- نينا دوبراف على موقع IMDb (الإنجليزية)
- نينا دوبراف على موقع ميتاكريتيك (الإنجليزية)
- نينا دوبراف على موقع روتن توميتوز (الإنجليزية)
- نينا دوبراف على موقع قاعدة بيانات الأفلام العربية
- نينا دوبراف على موقع ألو سيني (الفرنسية)
- نينا دوبراف على موقع تيرنر كلاسيك موفيز (الإنجليزية)
- نينا دوبراف على موقع أول موفي (الإنجليزية)
- نينا دوبراف على موقع قاعدة بيانات الأفلام السويدية (السويدية)
- نينا دوبراف على موقع إن إن دي بي (الإنجليزية)
- نينا دوبراف على موقع قاعدة بيانات الفيلم (الإنجليزية)